# Museo de Bellas Artes de Nancy
El Museo de Bellas Artes de Nancy, creado el 16 de mayo de 1793, es uno de los más antiguos museos de Francia. Instalado inicialmente en la capilla de la Visitación, se transfirió rápidamente a la Plaza Stanislas de Nancy, a uno de los cuatro grandes pabellones que rodean la plaza, creada en 1755, por el duque de Lorena Estanislao Leszczynski, situado entre la fuente monumental de Neptuno y la entrada de la rue Stanislas, en la ciudad vieja de Nancy.

## Historia
En principio, el museo se instaló en un ala del convento de las Visitandinas, así como en la capilla de la Visitación, permitiendo la conservación de las obras confiscadas después de la Revolución francesa. Entre estos primeros fondos se encuentran unas pocas obras encargadas por Casa de Lorena, como: 
- La Anunciación de Caravaggio (1608)[2]
- Una copia de la célebre Las bodas de Caná de Paolo Veronese, realizada por Claude Charles en 1702, para la decoración del convento de los Cordeleros de Nancy.[3]

Incluido en el decreto consular de 1801, el museo de beneficia del envío de obras de arte por el Museo del Louvre, y después es trasladado a la plaza Stanislas, al antiguo Colegio de medicina, convertido desde entonces en Museo de Bellas Artes de la ciudad.

## Arquitectura y organización
El edificio está construido sobre los cimientos del bastión de Haussonville, fechado en el siglo XV.
La fachada principal del edificio fue construida en el siglo XVIII por Emmanuel Héré, en un estilo mezcla del clasicismo y de rocaille. Detrás de este edificio se situaba el Teatro de la Comedia de Estanislao Leszczynski, construido en 1758, y desaparecido en 1906, reemplazado por la Ópera Nacional de Lorena en 1919. De este teatro queda todavía el vestíbulo, así como la escalera clásica, que permite acceder a las antiguos edificios del museo. EL espacio dejado por el Teatro de la Comedia permitió una primera ampliación del museo en 1936 por los arquitectos Jacques y Michel André. Desde la década de 1970, esta ampliación se reveló insuficiente.
Un nuevo proyecto de ampliación tomó forma en 1990 : ésta debería responder a la vez a los requisitos funcionales de un museo moderno, y limitar su impacto sobre la plaza Stanislas, clasificada como patrimonio mundial. La preservación del edificio histórico construido por Emmanuel Héré, también debía tenerse en cuenta. Este proyecto, realizado en 1995 por Laurent Beaudouin, permitió duplicar la superficie del museo.
En 2001 se instaló L'Hommage à Lamour, obra creada in situ par François Morellet, que es visible desde la plaza Stanislas. Se trata de un gran rectángulo blanco horizontal, con luces de neón amarillas, dobladas en volutas en cada esquina.

## Colecciones
Algunos de los pintores cuyos trabajos están incluidos en sus colecciones son Perugino, Tintoretto, Jan Brueghel el Joven, Caravaggio, Georges de La Tour, Charles Le Brun, José de Ribera, Rubens, Claude Gellée (conocido popularmente como Le Lorrain y como Claude), Luca Giordano, François Boucher, Eugène Delacroix, Édouard Manet, Claude Monet, Paul Signac, Modigliani, Picasso y Raoul Dufy.
En 1999, el historiador de arte Jacques Thuillier donó su colección de 2.000 dibujos y 13.000 grabados al museo.

## Horario
El museo está abierto todos los días de 10.00 a. m. a 6 p. m., excepto los martes. 
Cierra sus puertas el 1 de enero, el 1 de mayo, el 14 de julio, el 1 de noviembre y el 25 de diciembre. Tiene acceso para personas con dificultades motrices.

## Galería de imágenes

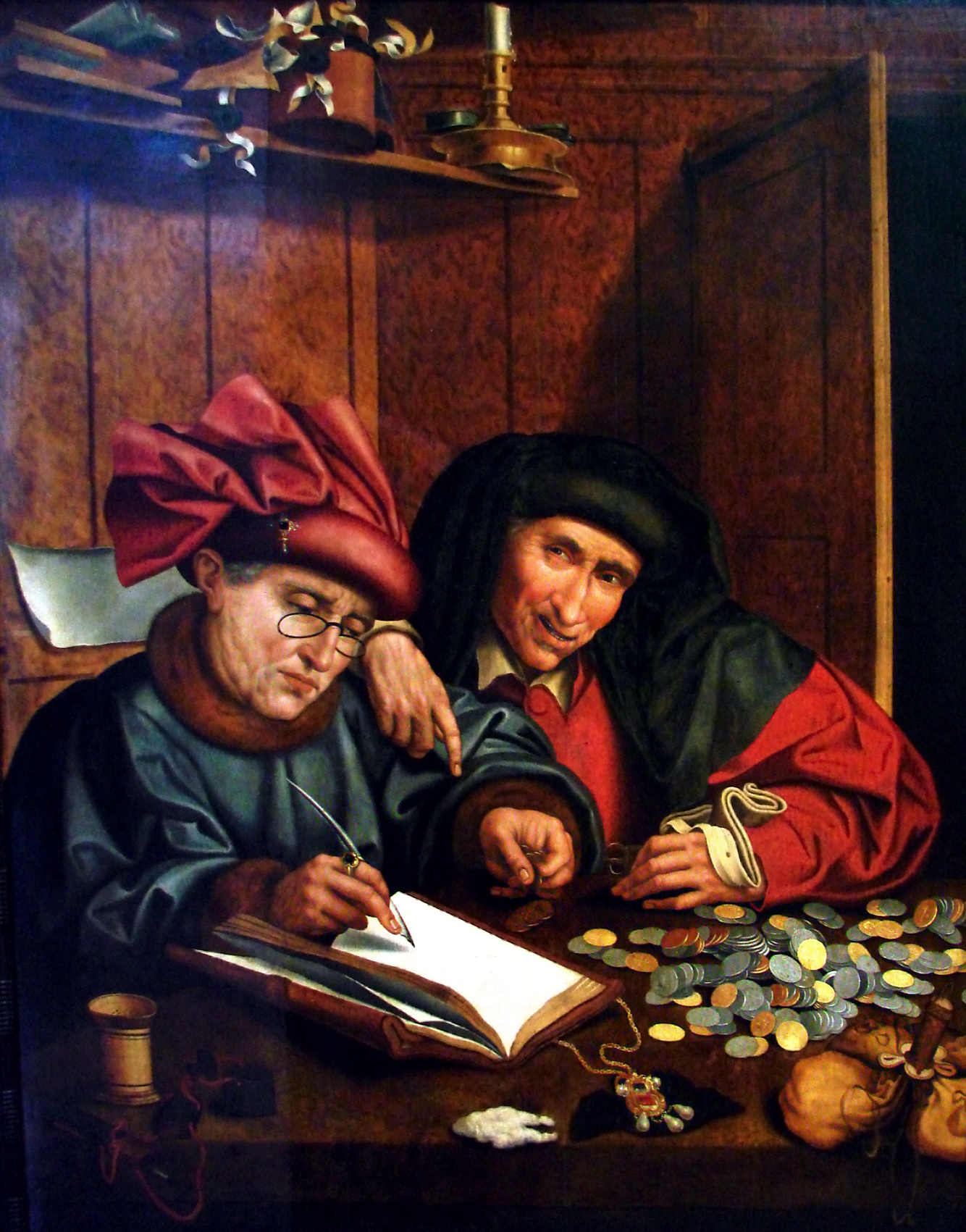
Les compteurs d'argent (1575-1600)
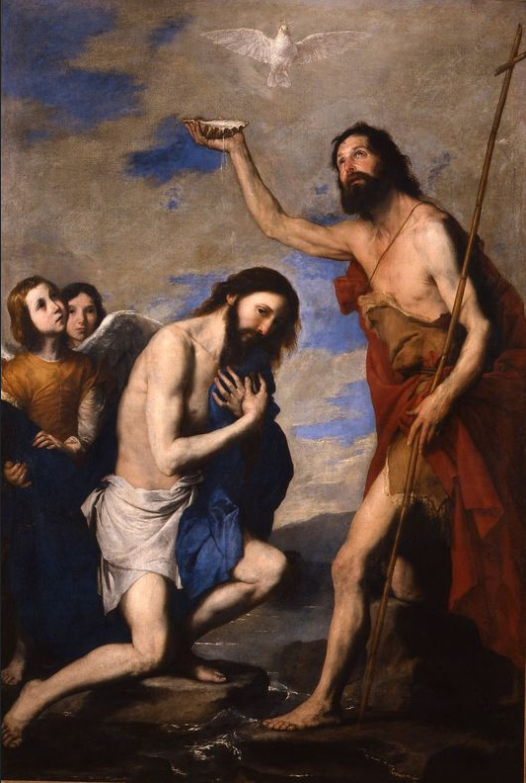
José de Ribera (1591-1652)
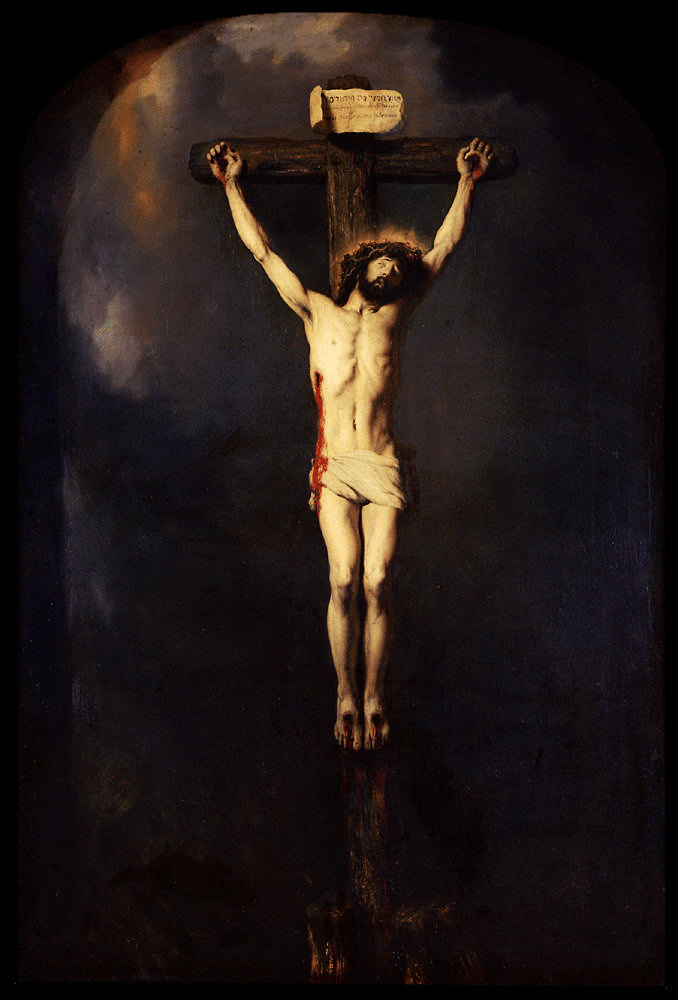
Jan Lievens (1607-1674)
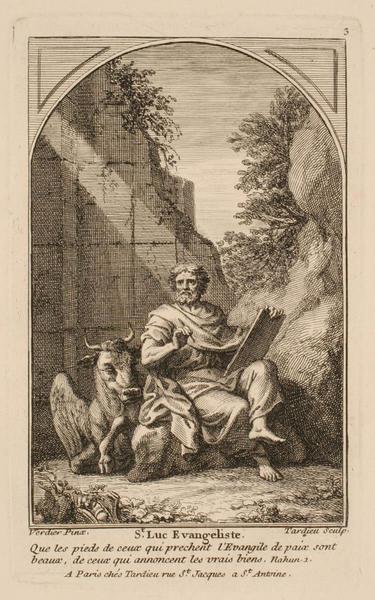
Saint Luc.  Grabado de Nicolas-Henri Tardieu basado en el dibujo de François-Alexandre Verdier
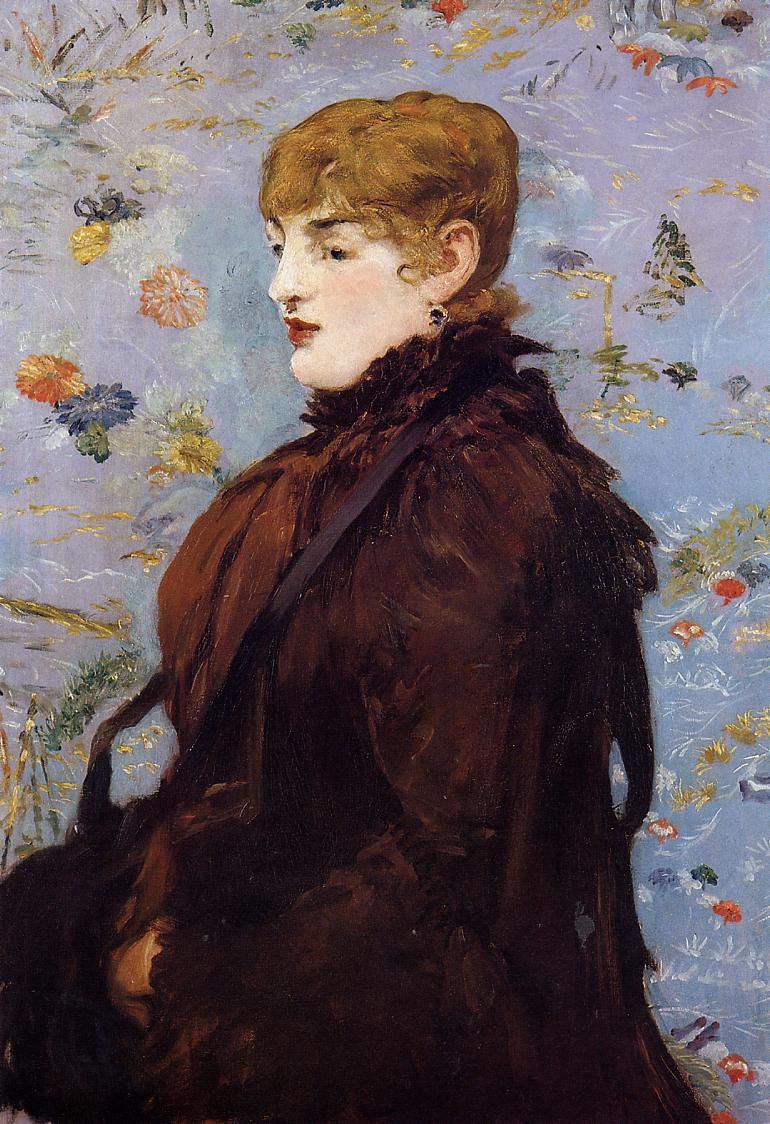
Édouard Manet (1832-1883)
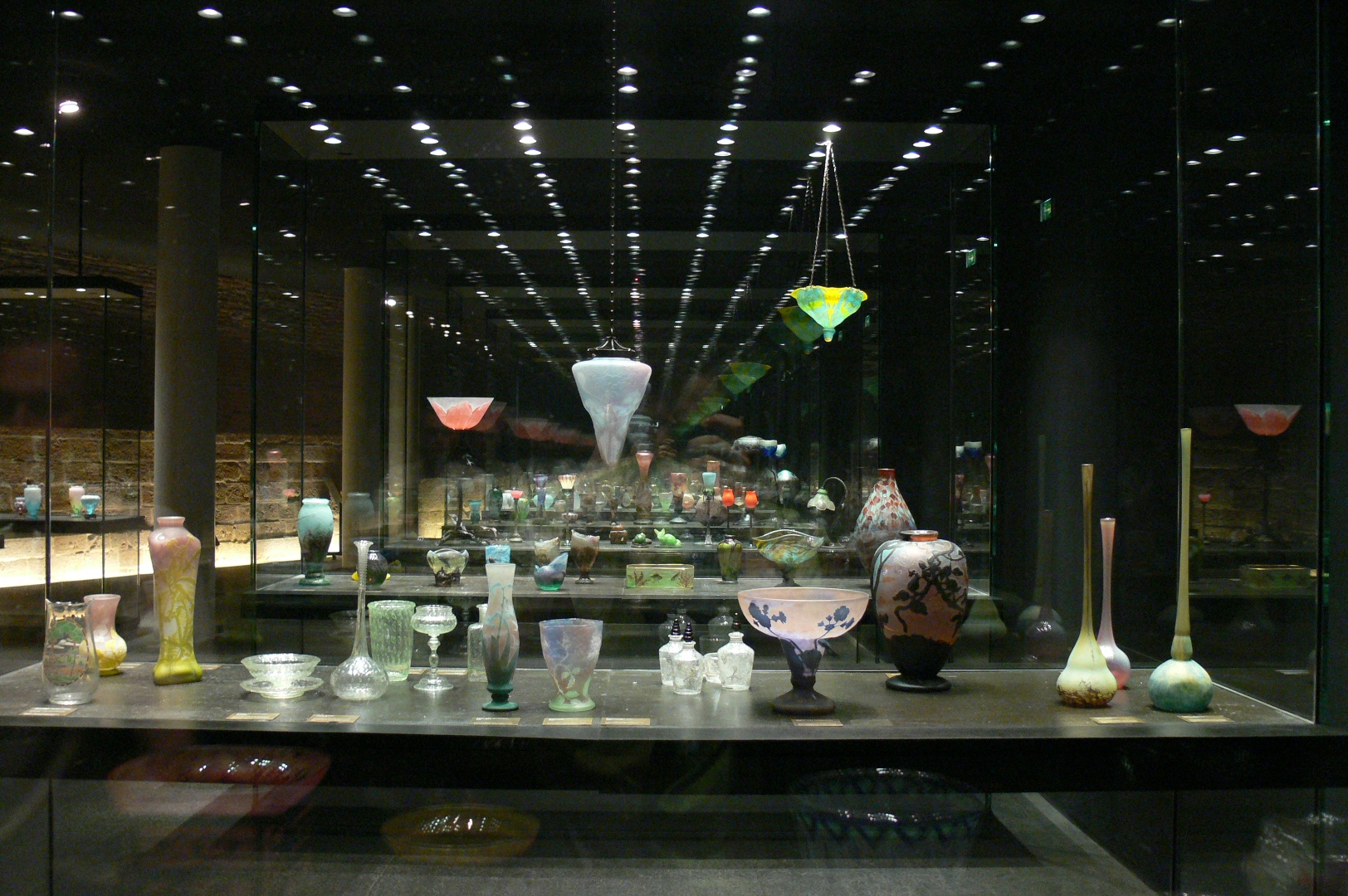
Daum Trabajo en vidrio
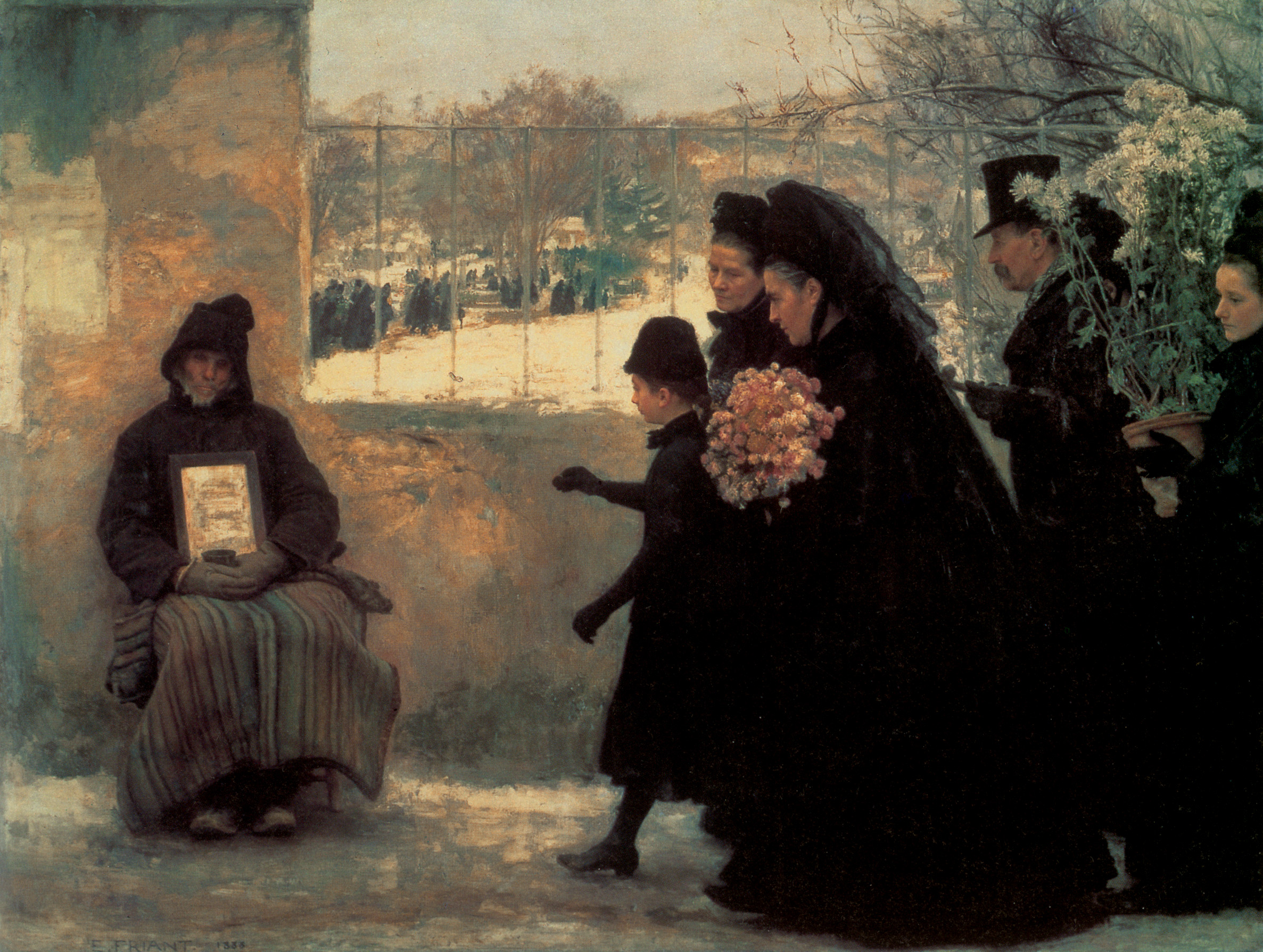
Émile Friant (1863-1932)
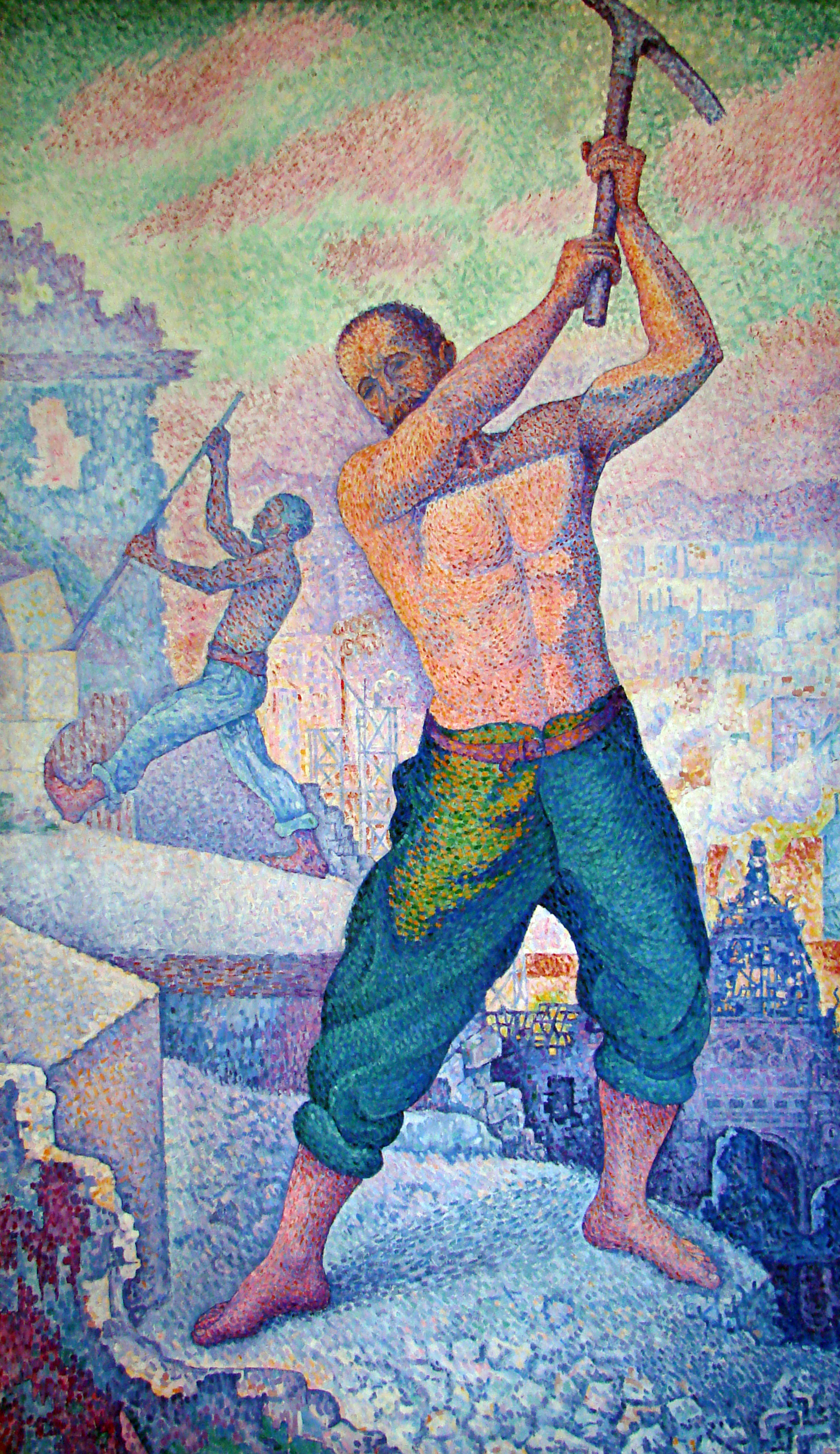
Paul Signac (1863-1935)
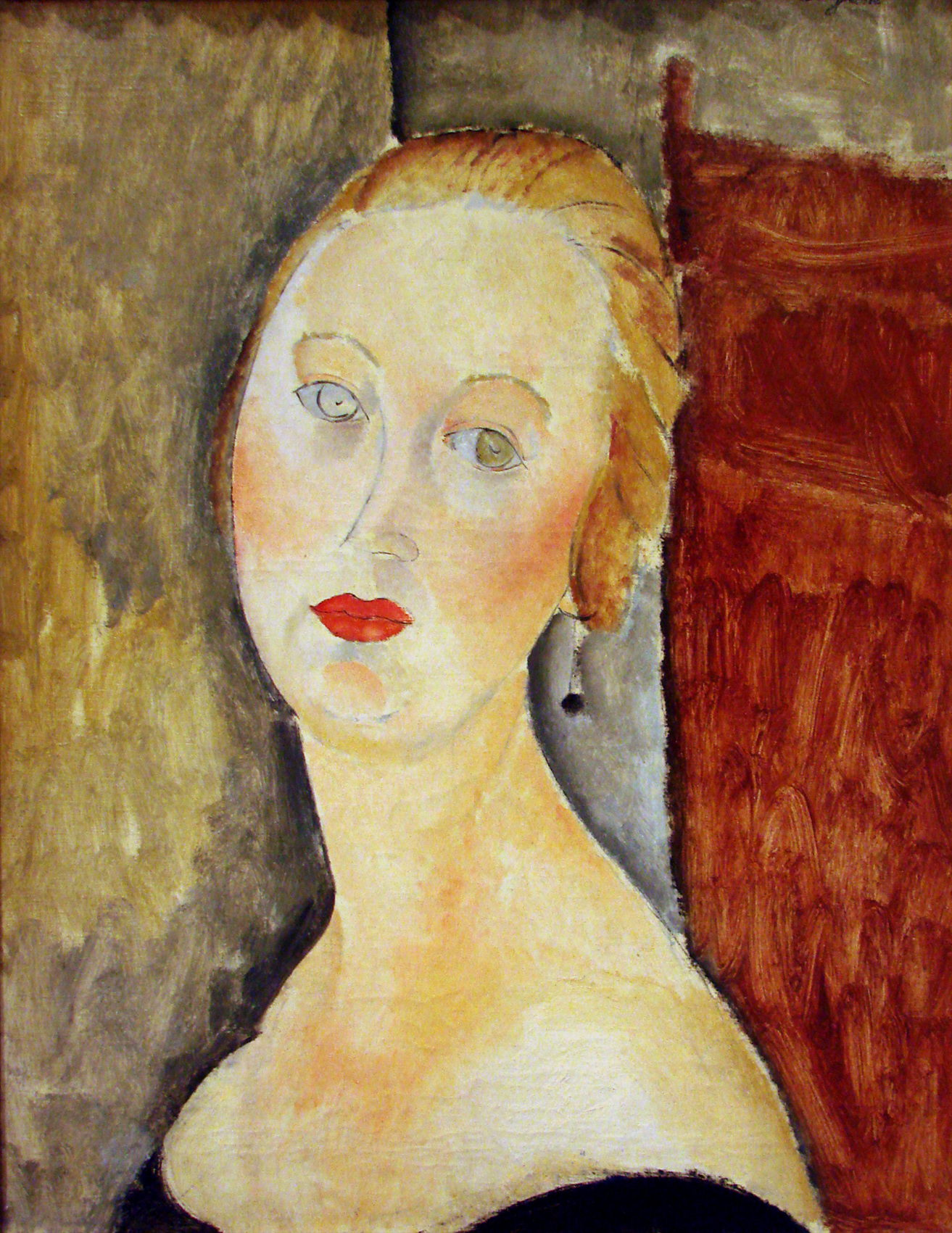
Amedeo Modigliani (1884-1920)